# Sarah Knappik

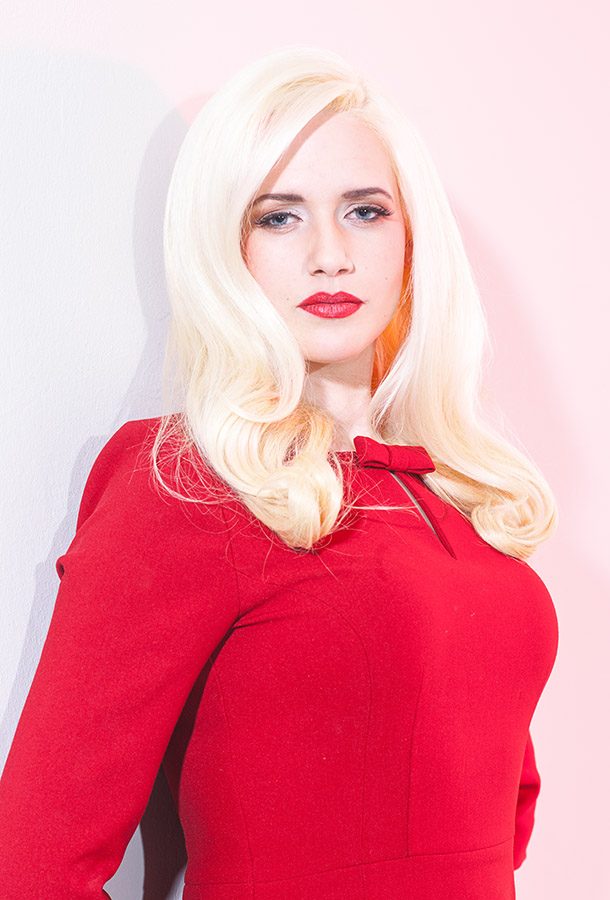
Sarah Knappik (2013)

Sarah Knappik (* 5. Oktober 1986 in Fritzlar) ist eine deutsche Reality-TV-Darstellerin, die zunächst als Model durch die Teilnahme an der Casting-Show Germany’s Next Topmodel und später durch Ich bin ein Star – Holt mich hier raus! bekannt wurde. Unter dem Namen Goldregen veröffentlichte sie 2016 eine Musik-Single. 2021 verzichtete sie erstmals auf ein Pseudonym und veröffentlichte als Sarah K das Lied Nur an Dich.

## Leben und Karriere
1988 zogen Knappiks Eltern mit ihr aus Wabern in den Bochumer Stadtteil Linden. Im Jahr darauf wurde ihr Bruder geboren. Knappik besuchte die Erich Kästner-Gesamtschule. Nach dem Abitur begann sie eine Ausbildung zur Werbekauffrau, die sie abbrach.
2007 bewarb sich Knappik für die dritte Staffel der ProSieben-Castingshow Germany’s Next Topmodel, an der sie 2008 teilnahm und den achten Platz belegte. Danach stand sie bei der Model-Agentur Munich Models unter Vertrag. Sie wurde unter anderem für Werbekampagnen des deutschen Sportvereins VfL Bochum, des dänischen Modelabels Blend und des japanischen Herstellers Nintendo gebucht.
Knappik nahm an den Sendungen Das perfekte Promi-Dinner (8. März 2009) und Die Model-WG (Januar/Februar 2010) teil. Ihre Teilnahme an der RTL-Fernsehsendung Ich bin ein Star – Holt mich hier raus! im Januar 2011 war von großem Medieninteresse begleitet. Nach zunehmenden Auseinandersetzungen mit anderen Bewohnern, die sie auch aufforderten, das Camp zu verlassen, zog sie nach rund elftägigem Aufenthalt freiwillig aus dem Lager aus. Von den Moderatoren Sonja Zietlow und Dirk Bach bekam sie während des Dschungelcamps den Spitznamen Sarah Dingens verliehen. Diese Bezeichnung wurde medial auch in späterer Berichterstattung aufgegriffen.
Im März 2010 drehte Knappik als Tänzerin mit Michael Mind Project das Musikvideo zu Feel Your Body. Der Titel platzierte sich auf Platz 67 der deutschen Single-Charts. 2011 nahm sie zusammen mit Kitty Kat den Titel Kein Ghettokind auf. Unter dem Pseudonym Goldregen veröffentlichte sie 2016 bei Kontor Records ihre erste eigene Single Schwüm.
Im Jahr 2011 berichtete Knappik für RTL gemeinsam mit Frauke Ludowig live von der Oscarverleihung, nahm an der Wok-WM teil (dort gewann sie im Vierer-Wok die Bronze-Medaille), ließ ihren Führerscheinerwerb von taff (ProSieben) begleiten und agierte zudem als Coach in einer Folge der Serie Das Model und der Freak. 2013 erreichte sie im Finale von Wild Girls – Auf High Heels durch Afrika den dritten Platz.
Im Sommer 2015 nahm Knappik an der Sendung Ich bin ein Star – Lasst mich wieder rein! teil und wurde dort ins Finale gewählt. Am 6. August 2016 saß Knappik in der Jury der Handtaschen-Weitwurf-Weltmeisterschaft. Zudem saß sie neben Ingmar Stadelmann, Chris Tall, Lena Liebkind, Gesa Dreckmann, Sascha Korf, Nilz Bokelberg und Ross Antony in der Jury des von Maxi Gstettenbauer verliehen „Goldenen Failix“ des „Comedy Clip-Clubs“ von RTL II für Fail-Clips. Mitte August 2017 nahm sie an der fünften Staffel von Promi Big Brother teil. In der Oktober-Ausgabe 2017 des deutschen Playboy war eine auf Teneriffas Lava-Wüste aufgenommene Fotostrecke mit ihr zu sehen. Im Mai 2020 nahm sie an der RTL-II-Datingshow Match! Promis auf Datingkurs teil. Im gleichen Jahr nahm sie an der neuen Reality-Show Like Me – I’m Famous teil. Im Jahr 2023 nahm sie an der vierten Staffel von Kampf der Realitystars – Schiffbruch am Traumstrand teil.
Von Mitte 2015 bis Ende August 2017 war Knappik mit dem Fernsehmoderator Ingo Nommsen liiert. Im Jahr 2021 wurde sie Mutter einer Tochter.

## Rezeption
Knappik ist seit ihren ersten Fernsehauftritten im Jahr 2008 „zu einer festen Größe im Trash-TV geworden“, so der Stern. Viel Aufsehen habe Knappik während ihrer Teilnahme am Dschungelcamp aufgrund ihrer narzisstischen Art erregt.

## Fernsehauftritte (Auswahl)

### Reality-Shows
- 2008: Germany’s Next Topmodel (ProSieben)
- 2010: Die Model-WG (ProSieben)
- 2011: Ich bin ein Star – Holt mich hier raus! (RTL)
- 2012: Total Blackout – Stars im Dunkeln (RTL)
- 2013: Wild Girls – Auf High Heels durch Afrika (RTL)
- 2015: Ich bin ein Star – Lasst mich wieder rein! (RTL)
- 2016: Promi Shopping Queen (VOX)
- 2017: Promi Big Brother (Sat.1)
- 2020: Match! Promis auf Datingkurs (RTL 2)
- 2020: Like Me – I’m Famous (TVNow und RTL)
- 2022: Das Klassentreffen der Dschungelstars (RTL)
- 2022: Ich bin ein Star – Die Stunde danach (RTL)
- 2022: Ich bin ein Star – Holt mich hier raus! Die große Dschungelparty (RTL)
- 2023: Kampf der Realitystars – Schiffbruch am Traumstrand (RTL 2)
- 2024: Ich bin ein Star – Showdown der Dschungel-Legenden (RTL)

### Gastauftritte
- 2007: Niedrig und Kuhnt – Kommissare ermitteln: Lieber tot als rot (Sat.1)
- 2009: Das perfekte Promi-Dinner (VOX)
- 2010: mieten, kaufen, wohnen (VOX)
- 2011: Das perfekte Promi-Dinner – Dschungelspezial (VOX)
- 2011: TV total (ProSieben)
- 2011: Das Model und der Freak – Falling in love (ProSieben)
- 2012: Die Kocharena (VOX)
- 2012: Berlin – Tag & Nacht Folgen 169 und 170 (RTL II)
- 2013: Clash! Boom! Bang! – Die Stunde der Abrechnung (ProSieben)
- 2014: Gute Zeiten, schlechte Zeiten (RTL)
- 2015: X-Diaries (RTL II)
- 2015: Grill den Henssler (VOX)
- 2016: Sharknado 4
- 2016: Die 10... (RTL)
- 2016: Jungen gegen Mädchen (RTL)
- 2017: Sharknado 5: Global Swarming
- 2018: Fort Boyard (Sat.1)
- 2018: Die beste Show der Welt (ProSieben)
- 2019, 2020, 2022, 2024: Ich bin ein Star – Die Stunde danach (RTLplus)[20]
- 2021: Ich bin ein Star – Die große Dschungelshow (RTL)
- 2021: Die Superhändler – 4 Räume, 1 Deal (RTL)
- 2022: Hot oder Schrott – Die Allestester: Promi-Special (VOX)[21]
- 2023: Kampf der Realitystars – Schiffbruch am Traumstrand

### Musikvideo
- 2010: Feel Your Body (Michael Mind Project)
- 2016: Schwüm – als Goldregen
- 2021: Nur an Dich – als Sarah K